# Houardodiplosis rochae
Houardodiplosis rochae är en tvåvingeart som beskrevs av Tavares 1925. Houardodiplosis rochae ingår i släktet Houardodiplosis och familjen gallmyggor. Inga underarter finns listade i Catalogue of Life.